# Shun Obu
Shun Obu (大武 峻, Obu Shun) est un footballeur japonais né le 24 novembre 1992. Il évolue au poste de défenseur central.

## Biographie
Shun Obu naît à Chikuzen, dans la préfecture de Fukuoka. Il fait ses débuts officiels dans le Nagoya Crampus dans la J1 League le 23 juillet 2014 contre le Vegalta Sendai.
Fin juin 2017, il quitte le Nagoya Crampus pour l'Albirex Niigata.